# Lacistema hasslerianum
Lacistema hasslerianum är en tvåhjärtbladig växtart som beskrevs av Robert Hippolyte Chodat. Lacistema hasslerianum ingår i släktet Lacistema och familjen Lacistemataceae. Inga underarter finns listade i Catalogue of Life.

## Bildgalleri

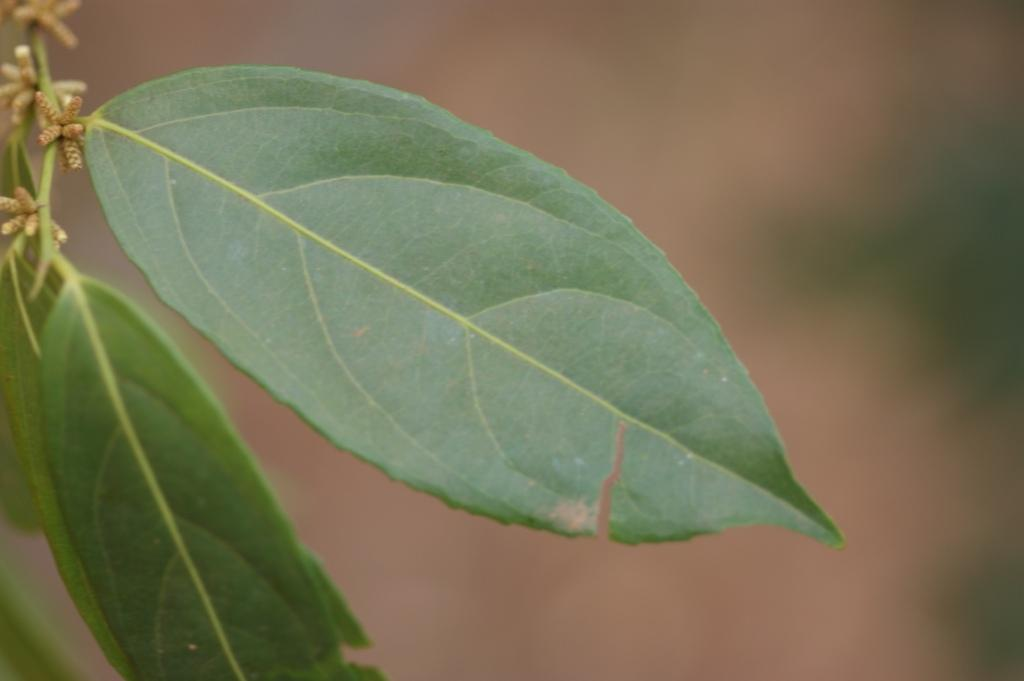
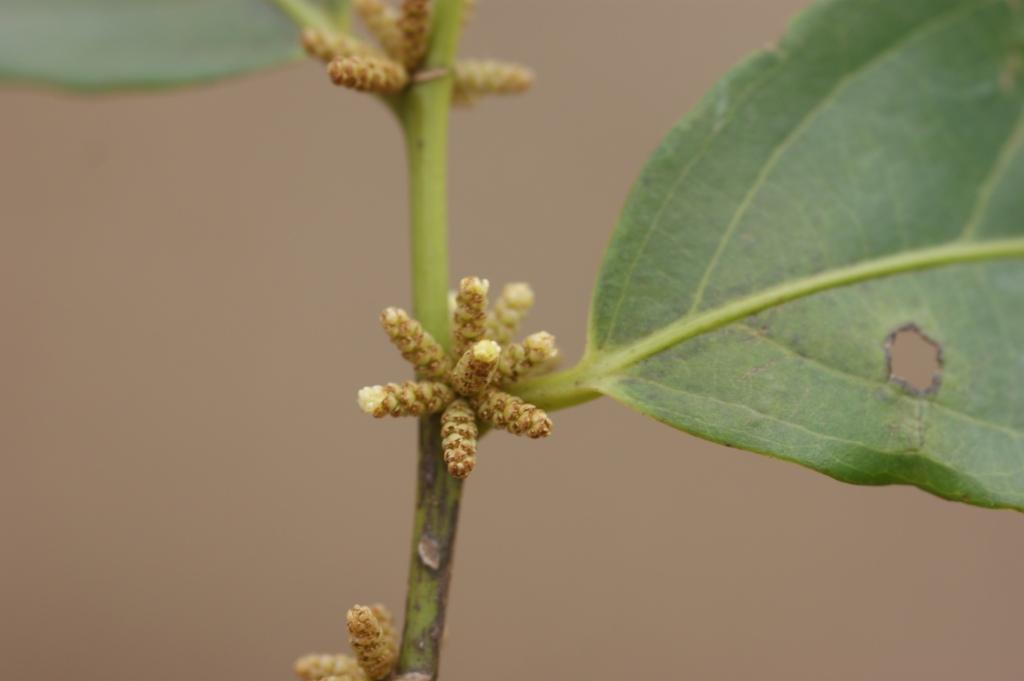
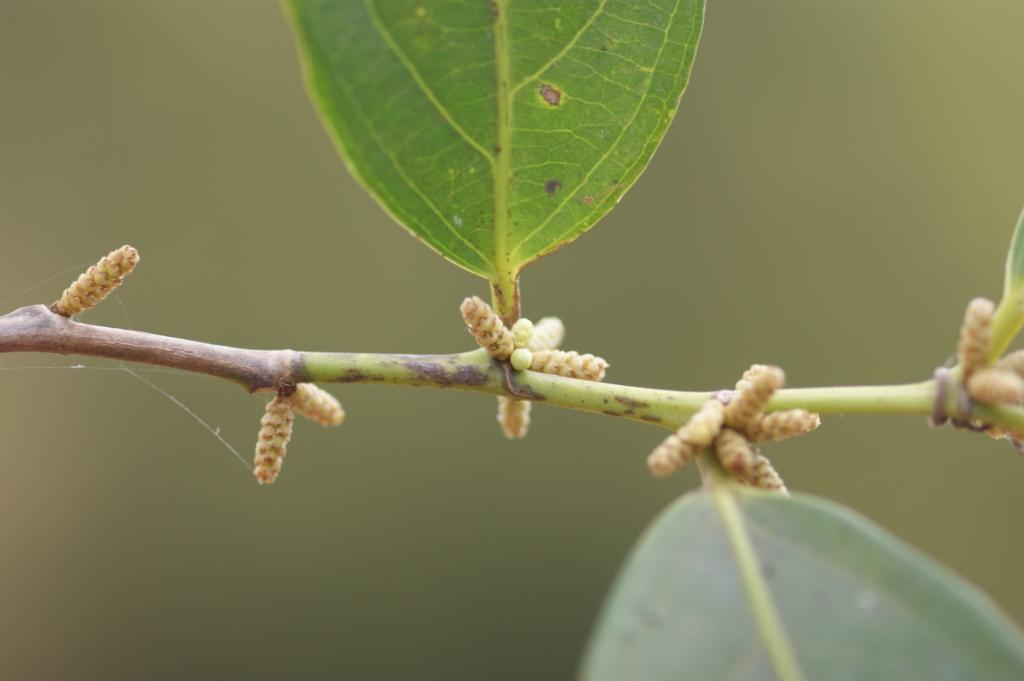